# Брехер, Яник
Яник Брехер (нем. Yanick Brecher; род. 25 мая 1993, Цюрих) — швейцарский футболист, вратарь клуба «Цюрих».

## Клубная карьера

### Ранняя карьера
В юности Брехер играл за «Маннедорф», а затем перешёл в «Цюрих». Он прошел через молодежную систему «Цюриха», играя за команды до 18 и до 23 лет, прежде чем попал в основную команду.

### «Цюрих»
Брехер подписал контракт с основной командой летом 2011 года. 1 июня 2013 года дебютировал за клуб в национальном чемпионате в проигрышном гостевом матче против «Сьона» (4:2), в котором отыграл все девяносто минут. Летом 2019 года Брехер был назначен капитаном «Цюриха». 8 июля 2022 года «Цюрих» объявил, что Брехер продлит контракт, согласно которому он останется в клубе до лета 2027 года.

### «Виль» (аренда)
В июле 2014 года Брехер был отдан в аренду клубу «Виль» из Челлендж-лиги.  21 июля он дебютировал за клуб в проигрышном гостевом матче против «Винтертура» (4:0), в котором отыграл все девяносто минут.

## Достижения

### «Цюрих»
- Чемпион Швейцарии: 2021/22
- Чемпион Челлендж-лиги: 2016/17[6]
- Обладатель Кубка Швейцарии:  2013/14, 2015/16, 2017/18[6]